# Catolicato de Romagyris
O Catolicato de Romagyris (em grego:  Ρωμογύρες) foi uma circunscrição eclesiástica autônoma do Patriarcado calcedônio de Antioquia na Ásia Central que existiu entre os séculos VIII e XIV. Foi liderado por um bispo com o título de católico, que tinha autoridade pessoal para nomear e consagrar os seus próprios metropolitas e bispos, ao mesmo tempo que era canonicamente dependente do Patriarca de Antioquia.
A palavra Romagyris vem da língua persa e significa “colônia de romanos”.

## História

### Antecedentes
O cristianismo se desenvolveu na Ásia Central principalmente por meio da ação missionária da Igreja do Oriente e, em segundo lugar, da Igreja Jacobita Siríaca.
O estabelecimento do cristianismo bizantino ou melquita calcedoniano nos territórios do Império Sassânida foi mais difícil e limitado. Foi a ação de monges, prisioneiros ou tropas mercenárias (por exemplo, os alanos na corte mongol). As comunidades calcedônicas começaram a se estabelecer na Pérsia como resultado da conquista sassânida do território do Império Bizantino em meados do século VI. Cosroes I capturou Antioquia em 540 e deportou a maior parte de sua população cristã para a Pérsia, para a qual ordenou a construção de uma cidade chamada Antioquia de Cosroes ao sul da capital Selêucia-Ctesifonte. A cidade também era conhecida como Rumagã ("cidade dos romanos") e, de acordo com o historiador João de Éfeso, tinha 30.000 habitantes no final do século VI.
Os sassânidas não permitiram o estabelecimento de bispos bizantinos em seu território e os substituíram por bispos jacobitas nas cidades bizantinas que capturaram, mas os bizantinos de Antioquia de Cosroes tinham um católico dependente de Antioquia.

### Catolicato de Romagyris
Depois que a conquista muçulmana da Pérsia em 651 pôs fim ao Império Sassânida, em 761 o califa Almançor (o Vitorioso) fundou Bagdá perto das ruínas da antiga Babilônia e fez dela a capital do Islã. Almançor expulsou os cristãos da área circundante em 762, transferindo-os para a região de Chache, na Transoxiana, correspondente à área ao redor de Tasquente (então chamada de Chache), no atual Uzbequistão, que havia sido conquistada pelos árabes no início do século VIII e assegurada após a vitória sobre o exército chinês da dinastia Tangue na Batalha de Talas, em 751. O católico também foi transferido com eles.
Além desses cristãos alóctones, provavelmente havia comunidades cristãs indígenas em Chach, especialmente as de língua sogdiana. A sede do catolicato de Romagyris foi estabelecida em Tasquente. O Patriarca de Antioquia Pedro III (1028-1051) mencionou em uma carta a existência dos catolicatos de Romagyris e Irenópolis, que também aparecem na Notitia Antiochena. Embora os abássidas tenham proibido, em 912, a pedido dos jacobitas, que um catolicato melquita residisse em Bagdá, o catolicato de Irenópolis teve origem quando os melquitas de Bagdá reivindicaram ser a sede do catolicato e o patriarca de Antioquia Cristóforo (960-969) providenciou a divisão em dois catolicatos. Cristóforo nomeou Eutímio, natural de Antioquia, como Católico de Romagyris, e Majide como Católico de Irenópolis, colocando-os respectivamente em primeiro e segundo lugar na hierarquia depois do patriarca.

### Catolicato de Coração
No final do século X, Tasquente foi conquistada pelos Caracânidas e o Catolicato mudou-se para Nixapur, no território do Império Gasnévida, em Coração, onde recebeu o nome de Catolicato de Coração.
O título de Católico de Romagyris foi combinado com o de Católico da Geórgia entre 1364 e 1367, pois o ato de eleição do Patriarca Pacônio I lista o Catolicato de Romagyris e da Geórgia. Naqueles anos, Tamerlão havia conquistado a Transoxiana, massacrando os cristãos que não se converteram ao Islã.